# Aleksandr Korabliov
Aleksandr Korabliov (lit. Aleksandras Korabliovas; * 1977) ist ein litauischer Schachspieler. Er spielt auch Fernschach. Im November 2010 nahm Korabliov an der Litauischen Schachliga teil. Seit 2015 trägt er den Titel „Internationaler Fernschachmeister“. Im April 2015 betrug seine Elo-Zahl 2458 (ICCF). Von 2011 bis 2014 wurde Korabliov litauischer Meister im Fernschach. Er spielt für ŠK „Nemėžis“ der Rajongemeinde Vilnius.